# Claus von Bülow
Claus von Bülow (nato Claus Cecil Borberg; Copenaghen, 11 agosto 1926 – Londra, 25 maggio 2019) è stato un avvocato e socialite britannico, noto principalmente per il processo penale che lo vide imputato per il tentato omicidio della moglie Sunny von Bülow.

## Biografia
Nato con il nome di Claus Cecil Borberg, von Bülow era figlio dell'autore e drammaturgo danese Svend Borberg (1888–1947) e di Jonna von Bülow-Plüskow (1900–1959). Suo padre fu accusato, sebbene successivamente scagionato, di collaborazionismo con il regime nazista per le sue attività durante la seconda guerra mondiale nell'ambito dell'occupazione tedesca della Danimarca.
Dopo la laurea in giurisprudenza e un periodo di praticantato nella professione legale, Claus decise di adottare il cognome materno, Bülow, al posto di quello paterno, Borberg.
Sua madre era figlia di Frits Bülow von Plüskow, ministro della giustizia danese dal 1910 al 1913, presidente della camera alta del Parlamento danese dal 1920 al 1922 e membro dell'antica famiglia aristocratica tedesco-danese Von Bülow, originaria del Mecklenburg.
Bülow si laureò al Trinity College dell'Università di Cambridge e praticò la professione forense a Londra negli anni cinquanta, prima di diventare assistente personale del magnate statunitense J. Paul Getty. Nel suo incarico per Getty, si familiarizzò con l'economia dell'industria petrolifera. Getty stesso scrisse che Bülow dimostrava "notevole pazienza e buon carattere" anche come suo occasionale capro espiatorio, e rimase al suo fianco fino al 1968.
Il 6 giugno 1966, Bülow sposò Sunny Crawford, ex-moglie americana del principe Alfred von Auersperg. Pur lavorando saltuariamente come consulente per compagnie petrolifere, la coppia ebbe una figlia, Cosima von Bülow, nata il 15 aprile 1967 a New York. Sunny aveva già un figlio e una figlia dal precedente matrimonio.

### Il caso giudiziario
Nel 1982 Claus von Bülow fu arrestato e processato per due tentativi di omicidio ai danni della moglie Sunny, avvenuti in anni consecutivi. L'evidenza principale contro di lui fu un esame del sangue che mostrava un livello insolitamente alto di insulina, nonostante Sunny presentasse un basso livello di zucchero nel sangue, una condizione comune a molte malattie. Tuttavia il test non fu mai ripetuto. In tribunale fu utilizzata come prova una siringa che l'accusa sosteneva fosse stata usata da von Bülow con una fiala di insulina per tentare di uccidere la moglie.
L'attrice Alexandra Isles, amante di von Bülow da due anni, testimoniò che lui le aveva raccontato di una lunga discussione sulla separazione con Sunny, di averla vista assumere Seconal e poi di aver chiamato un medico per salvarle la vita quando era vicina alla morte. Questi elementi furono fondamentali per l'appello di von Bülow.
Durante il processo di primo grado a Newport (Rhode Island), von Bülow fu giudicato colpevole e condannato a 30 anni di carcere; successivamente presentò ricorso affidandosi al professor Alan Dershowitz di Harvard. Dershowitz collaborò con il team difensivo guidato da Thomas Puccio, un ex procuratore federale. Alla difesa si unirono anche Jim Cramer ed Eliot Spitzer, allora studenti ad Harvard. La strategia difensiva si concentrò soprattutto sulla scoperta della cosiddetta "borsa nera" contenente siringhe e insulina. Durante il nuovo processo, nel 1985, Claus von Bülow fu assolto dalle accuse.

### Ultimi anni e morte
Dopo il processo, Claus von Bülow si trasferì a Londra, dove visse fino alla morte, avvenuta nel maggio 2019. Nel frattempo, la vicenda giudiziaria suscitò un vasto interesse mediatico, ispirando libri, film e programmi televisivi.

## Il caso von Bülow nei media

### Libri
L'avvocato Alan Dershowitz, difensore di Claus von Bülow nel 1985 scrisse sul caso il libro Reversal of Fortune: Inside the von Bülow Case.
Il professor Vincent Marks, un esperto di insulina dell'Università del Surrey, in Inghilterra, e Caroline Richmond hanno un capitolo sulla scienza alla base della condizione medica di Sunny von Bülow nel loro libro uscito nel 2007, Insulin Murders.
Il personaggio Klaus Baudelaire dei romanzi della serie Una serie di sfortunati eventi prende il nome da Claus von Bülow.

### Cinema e televisione
Il film Il mistero Von Bulow del 1990, diretto da Barbet Schroeder ed interpretato da Glenn Close e Jeremy Irons nei panni di Sunny e Claus, è stato tratto dal libro Reversal of Fortune: Inside the von Bülow Case.
L'episodio Il suicidio della terza stagione della sitcom Seinfeld (1992) è ispirato al caso von Bülow.
Il caso e il suo appello di successo sono stati anche citati dal giudice nell'episodio di Law & Order del 1993 Una sola vittima.
Il giornalista Bill Kurtis ha raccontato il caso in un episodio della serie American Justice intitolato Von Bulow: A Wealth of Evidence.
La serie televisiva americana Biography ha prodotto e trasmesso un episodio documentaristico dal titolo Claus von Bülow: A Reasonable Doubt, con interviste a Claus von Bülow e Alan Dershowitz.
Nel 2015, nella serie Mansions and Murders è stato prodotto e trasmesso un episodio che descrive i principali eventi che circondano il presunto tentativo di omicidio.